# Rio Tinto Alcan

Logo von Alcan bis zur Übernahme durch Rio Tinto 2007

Rio Tinto Aluminium (zuvor Rio Tinto Alcan) gehört zu den größten Aluminiumherstellern der Welt und ist eine Tochtergesellschaft der Rio Tinto Group. Das Unternehmen ist in drei Sparten gegliedert:
- Bauxit und Tonerde,
- Primäraluminium,
- Technische Produkte.

## Geschichte
Das Unternehmen wurde 1902 als Tochtergesellschaft von Alcoa gegründet und erhielt den Namen „Northern Aluminum Company Limited“. 1925 erfolgte die Umbenennung in „Aluminum Company of Canada Limited“ und 1928 die Abspaltung von Alcoa als eigenständige Gesellschaft. 1945 wurde das Unternehmen als Alcan registriert.
Mit Jacques Bougie, der 1993 zum CEO von Alcan berufen wurde, startete das Unternehmen einen weltweiten Expansionskurs. Bougie trat im Jahre 2001, kurz nachdem er die schweizerische Algroup für Alcan akquiriert hatte, als CEO zurück.
Durch die Unternehmensübernahme von Alusuisse (2000), der Verpackungssparte der ehemaligen VAW und des französischen Aluminiumkonzerns Péchiney (2003), war der Konzern stark gewachsen. Jedoch wurde Anfang 2005 der größte Teil der Walzwerke in ein selbständiges börsennotiertes Unternehmen, Novelis, abgespaltet.
2007 herrschte um Alcan eine Übernahmeschlacht. Zeitweilig versuchten der britisch-australische Bergwerkskonzern Rio Tinto sowie das amerikanische Unternehmen Alcoa, den Konzern zu übernehmen. Das Angebot von Rio Tinto lag bei 39 Milliarden Dollar. Alcoa bot zuvor 28 Milliarden Dollar für Alcan. Im Juli 2007 zog Alcoa sein Angebot für Alcan zurück.
Die Führungsgremien von Rio Tinto und Alcan stimmten einer Übernahme durch Rio Tinto zu, als der brasilianische Konzern CVRD ankündigte, ein Übernahmeangebot abzugeben. Mittlerweile wurde ein Kaufpreis von 38,7 Milliarden US-Dollar festgelegt und Alcan wird als Tochtergesellschaft von Rio Tinto weitergeführt. Unternehmensleiter und -sitz behielt man bei. Am 23. Oktober 2007 wurde Alcan mit der Aluminiumsparte von Rio Tinto zusammengelegt und in Rio Tinto Alcan umbenannt.
Die Verpackungssparte wurde 2010 an Amcor verkauft.
2011 wurde Alcan Engineered Products (Aluminium-Weiterverarbeitung) abgespalten und ist seitdem eine eigenständige Firma namens Constellium.
Im Mai 2015 wurde angekündigt, „Alcan“ aus dem Namen des Unternehmens zu streichen.

## Hüttenwerke
Die folgende Tabelle zeigt alle Hüttenwerke im Jahre 2007, deren Kapazität in Kilotonnen (kt) und die Inhaberbeteiligung von Alcan.
| Land                   | Ort                             | Kapazität (in kt) | Anteil (in %) |
| ---------------------- | ------------------------------- | ----------------- | ------------- |
| Australien             | Tomago, New South Wales         | 520               | 52            |
| Australien             | Boyne Island, Queensland        | 558               | 59,69         |
| Australien             | Tiwai Point, Neuseeland         | 330               | 79,36         |
| Australien             | Bell Bay, Tasmanien             | 177               | 100           |
| Kamerun                | Edéa, Kamerun                   | 100               | 47            |
| Kanada                 | Alma (Québec)                   | 415               | 100           |
| Kanada                 | Saguenay, Québec                | 166               | 100           |
| Kanada                 | Beauharnois, Québec             | 52                | 100           |
| Kanada                 | Bécancour (Québec)              | 404               | 25            |
| Kanada                 | Grande-Baie, Québec             | 207               | 100           |
| Kanada                 | Kitimat, British Columbia       | 277               | 100           |
| Kanada                 | Laterriere, Québec              | 228               | 100           |
| Kanada                 | Sept-Îles, Québec (Alouette)    | 572               | 40            |
| Kanada                 | Shawinigan, Québec              | 99                | 100           |
| China Volksrepublik    | Qingtongxia                     | 152               | 50            |
| Frankreich             | Dünkirchen                      | 259               | 100           |
| Frankreich             | Lannemezan                      | 50                | 100           |
| Frankreich             | Saint-Jean-de-Maurienne         | 135               | 100           |
| Island                 | Hafnarfjörður, Reykjavík (ISAL) | 179               | 100           |
| Niederlande            | Vlissingen                      | 213               | 85            |
| Norwegen               | Husnes (SORAL)                  | 164               | 50            |
| Oman                   | Suhar (Maskat)                  | 360               | 20            |
| Vereinigtes Konigreich | Fort William, Schottland        | 43                | 100           |
| Vereinigtes Konigreich | Lynemouth, England              | 178               | 100           |
| Vereinigte Staaten     | Sebree, Kentucky                | 196               | 100           |